# 서사선
서사선(徐思選, 1579년 10월 11일 ~ 1651년 7월 17일)은 조선 중기 의병, 유학자이다. 본관은 달성(達城), 자는 정보(精甫), 호는 동고(東皐)이다. 경상북도 대구부 남산리에서 태어났으며, 서응기(徐應期)의 손자이다.

## 생애
서사선은 경상도 대구부(大邱府) 남산리(南山里)에서 출생하였다. 7세 때 종형인 낙재(樂齋) 서사원(徐思遠)[1550~1615]의 문하에서 학문을 배웠다. 어릴 때부터 영특하기로 소문이나 수우당(守愚堂) 최영경(崔永慶)[1529~1590]으로부터 칭찬을 받기도 했다. 22세 때 한강(寒岡) 정구(鄭逑)[1543~1620]를 찾아가 제자가 되었고 1613년(광해군 5) 생원시에 합격하였다. 이후 여헌(旅軒) 장현광(張顯光)[1554~1637]과 모당(慕堂) 손처눌(孫處訥)[1553~1634], 우복(愚伏) 정경세(鄭經世)[1563~1633] 등의 문하에 출입하며 학문을 닦았다. 1624년(인조 2) 이괄의 난이 발생하자 경산에서 의병을 일으켰으나, 난이 곧 평정되면서 준비한 군량을 모두 국가에 납부하고 반란의 여파를 수습하였다. 1633년(인조 11) 옥곡동에 있던 경산향교를 경산현령 박창(朴敞)이 중수할 적에 지방 사림을 대표하여 개축사(改祝事)를 짓기도 했다. 1636년(인조 14) 은일(隱逸)로 천거되어 장사랑(將仕郎) 예빈시참봉(禮賓寺參奉)에 제수되었다. 그러나 병자호란(丙子胡亂)이 일어나고, 이듬해 청나라에 항복하자 이를 분하게 여긴 나머지 향리에 은거한 채 독서와 학문에 열중했다.